# Montijo (Gerichtsbezirk)
Der Gerichtsbezirk Montijo ist einer der 14 Gerichtsbezirke in der Provinz Badajoz.
Der Bezirk umfasst 10 Gemeinden auf einer Fläche von 511,38 km² mit dem Hauptquartier in Montijo.

## Gemeinden
| Gemeinde               | Einwohner (2024) | Fläche km² | Dichte Einw./km² | Cod INE | Postleitzahl |
| ---------------------- | ---------------- | ---------- | ---------------- | ------- | ------------ |
| Arroyo de San Serván   | 4.061            | 50,12      | 81               | 06012   | 06850        |
| Cordobilla de Lácara   | 827              | 36,93      | 22               | 06038   | 06487        |
| La Garrovilla          | 2.292            | 33,46      | 68               | 06058   | 06870        |
| Lobón                  | 2.734            | 57,65      | 47               | 06072   | 06498        |
| Montijo                | 15.232           | 119,68     | 127              | 06088   | 06480        |
| La Nava de Santiago    | 914              | 45,03      | 20               | 06090   | 06486        |
| Puebla de la Calzada   | 5.859            | 14,25      | 411              | 06103   | 06490        |
| Puebla de Obando       | 1.806            | 23,65      | 76               | 06107   | 06191        |
| La Roca de la Sierra   | 1.453            | 109,61     | 13               | 06115   | 06190        |
| Torremayor             | 1.004            | 21,00      | 48               | 06132   | 06880        |
| Gerichtsbezirk Montijo | 36.182           | 511,38     | 71               | –       | –            |